# A pék felesége (film, 1938)
A pék felesége (La femme du boulanger) 1938-ban bemutatott fekete–fehér francia film Marcel Pagnol rendezésében. Magyarországon 1943-ban május első felében mutatták be. A forgatókönyvet Jean Giono Jean le Bleu című regényének részletei alapján szintén Marcel Pagnol írta. A főszerepet a korabeli francia film egyik kedvenc színésze, Raimu alakította.

## Cselekménye
Egy provence-i faluba érkezik Aimable Castanier pékmester (a francia aimable jelentése: 'jószívű, kedves'). Ő süti a kenyeret, és Aurélie, a nála jóval fiatalabb felesége árulja. A falusiak összegyűlnek az első sütésre. Elégedetten állapítják meg, hogy a pék kenyere kitűnő, felesége is kedves, szemrevaló. Castan de Venelles márki is meg akarja kóstolni a frissen sütött árut. Lovásza, a jóképű Dominique inkább a fiatalasszony szerelmére vágyik. A vágyakozás kölcsönös, és a szerelmesek hamarosan elszöknek egy közeli szigetre. 
Kezdetben a falubeliek könnyedén veszik a dolgot. Csakhogy az elhagyott pékmester búskomorságba esik és nem tudja rászánni magát, hogy újra süssön. Pincéjében már épp fel akarja akasztani magát, de még időben rátalálnak. Most már a falu úgy dönt, hogy kezébe veszi a dolgot és megkeresi a szökevényeket,  mert különben nem lesz kenyér. A pap és a tanító vezetésével hamarosan rátalálnak a szerelmesekre. Dominique-ot a márki elkergeti, a hűtlen feleségnek pedig a pap felébreszti lelkiismeretét. Este az asszony visszatér férjéhez, aki boldogan megbocsát neki. Együtt gyújtják be a kemencét a következő kenyérsütéshez.

## Korabeli vélemények
Marcel Pagnol elsősorban íróként, színpadi szerzőként lett ismert, csak az 1930-as években lett filmrendező. Több korábbi alkotásához hasonlóan A pék felesége is saját vállalkozásában készült, filmjét az Egyesült Államokban különösen nagy sikerrel vetítették. Georges Sadoul filmtörténetében kiemeli a főszereplő, Raimu alakítását, de fanyalogva állapítja meg, hogy a „kissé vaskos és szórakoztató alkotás (…) alig haladja meg egy köznapi tréfa színvonalát.”
Amikor 1940-ben A pék feleségét nálunk bemutatták, a film hazai méltatója ezt írta: „Egyike azoknak a kitűnő filmeknek, amelyek Magyarországon sohasem készülhettek volna el. Színészeink sincsenek hozzá, akik így, ennyi életszerűséggel formálnák meg figuráikat, rendezőnk sem akad talán, aki ezzel a merész könnyedséggel bátorkodna filmet csinálni. Mindez azonban elsősorban azért van, mert se színészeinknek, se rendezőinknek sohasem nyílt alkalma hasonlóan merész film alkotásához. Nem pedig azért, mert ilyen, vagy csak megközelítően hasonló témájú filmet nálunk sohasem engelyeznének filmhatóságaink.”

## Szereplők
- Raimu – Aimable Castanier, pékmester
- Ginette Leclerc – Aurélie, a pék felesége
- Charles Moulin – Dominique, pásztor (lovász)
- Fernand Charpin – Castan de Venelles márki
- Robert Vattier – a pap
- Alida Rouffe – Céleste, a pap szolgálója
- Maximilienne – Mlle Angèle
- Robert Bassac – a tanító
- Édouard Delmont – Maillefer („Patience”), a halász, akit nem szabad zavarni
- Charles Blavette – Antonin („Tonin”)
- Odette Roger – Miette, Antonin felesége
- Paul Dullac – Casimir, a trafikos
- Julien Maffre – Pétugue
- Marcel Maupi – Barnabé
- Jean Castan – Esprit, pásztor
- Charblay – Arsène, hentes